# Fanfare des Beaux-Arts
Pour les articles homonymes, voir fanfares (homonymie).

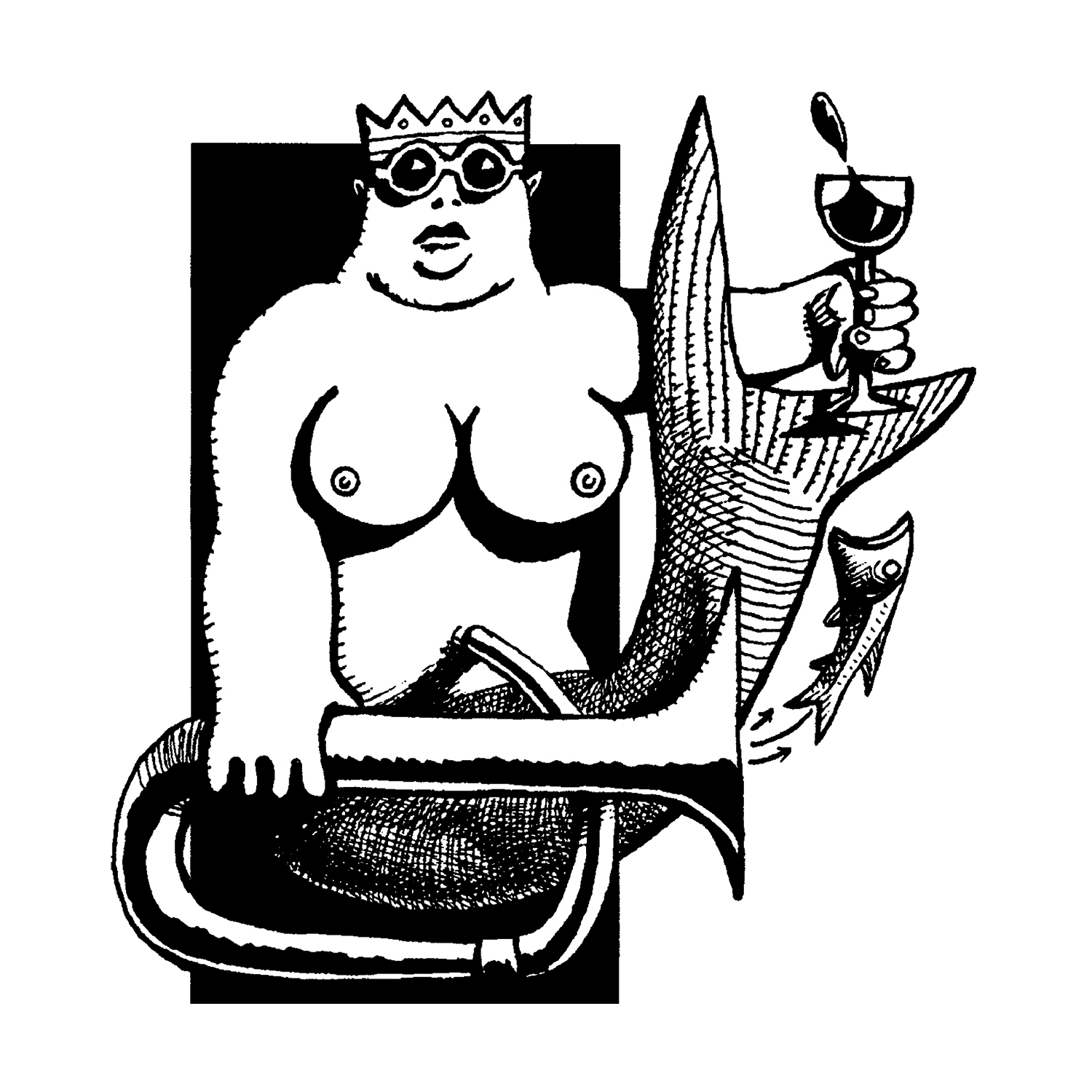
Emblème des fanfares des Beaux-Arts depuis 2000.

Les fanfares des Beaux-Arts sont nées en 1948 aux Beaux-Arts de Paris,.
Elles sont d'abord apparues dans les ateliers d'enseignement de l'Architecture de l'École, lesquels représentaient alors l'effectif étudiant le plus important. Lors de la séparation en 1968 de l'enseignement de l'Architecture et de l'École des Beaux-Arts, les élèves architectes ont emporté avec eux cette tradition et conservé son appellation d'origine.
Ne répondent à la qualification « fanfare des Beaux-Arts » que les fanfares formées en France au sein d'une école d'architecture ou d'une école des beaux-arts. Elles sont regroupées dans l'association de la Grande Masse des Beaux-Arts. 
En sortant de l'École, ces fanfares d'étudiants, si elles perdurent, continuent de porter le qualificatif « Beaux-Arts » qui peut s'écrire différemment selon les traditions spécifiques de chaque atelier : Beaux-Arts, Bôzarts, Bô Zarts, Débôzarts, etc.
Les membres d'une fanfare des Beaux-Arts sont nommés fanfaristes par les pionniers du genre, ou fanfarons par les plus jeunes.

## Les débuts

### Les pionniers du genre

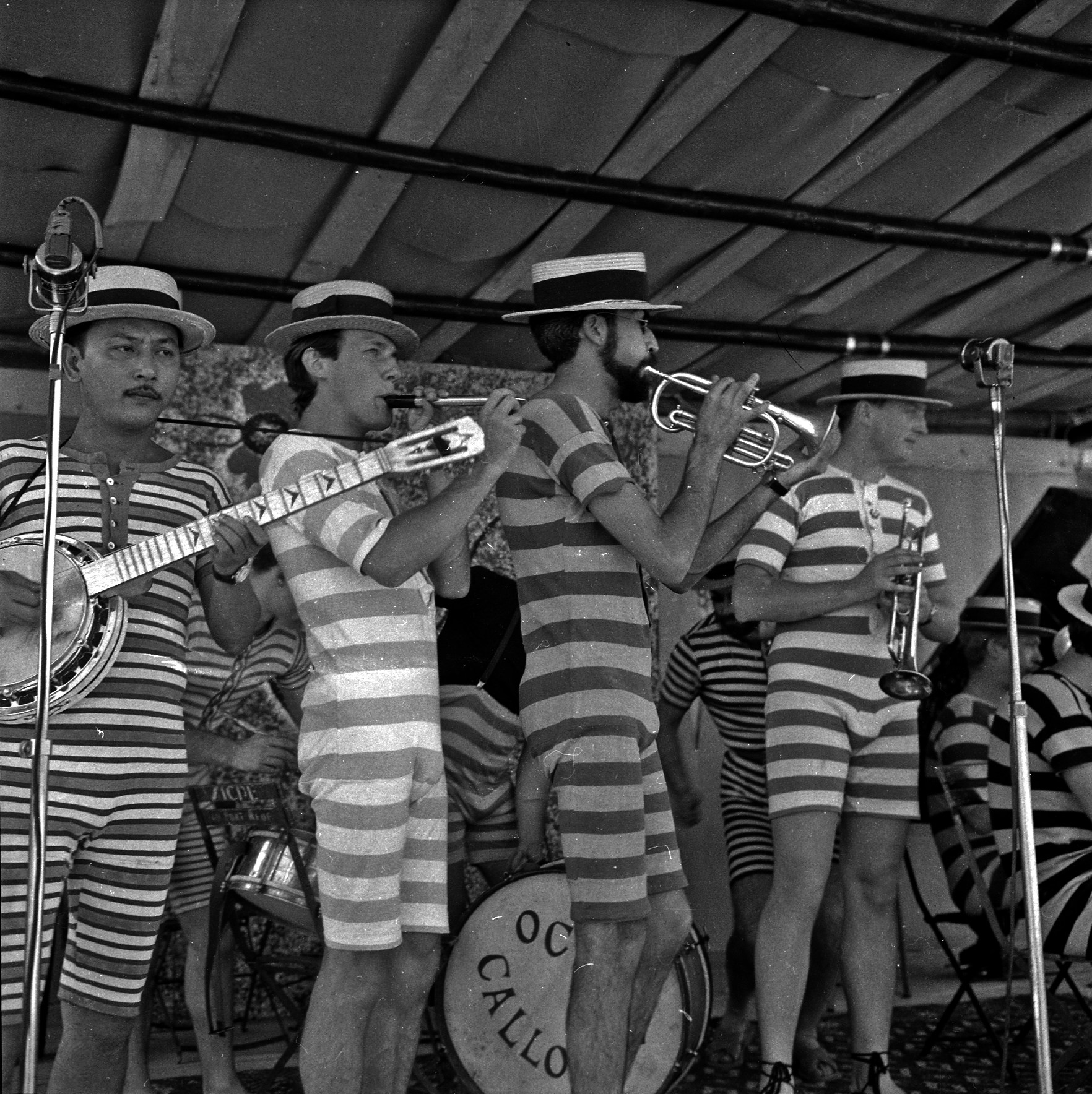
La Fanfare Octave Callot des Beaux-Arts en 1961.

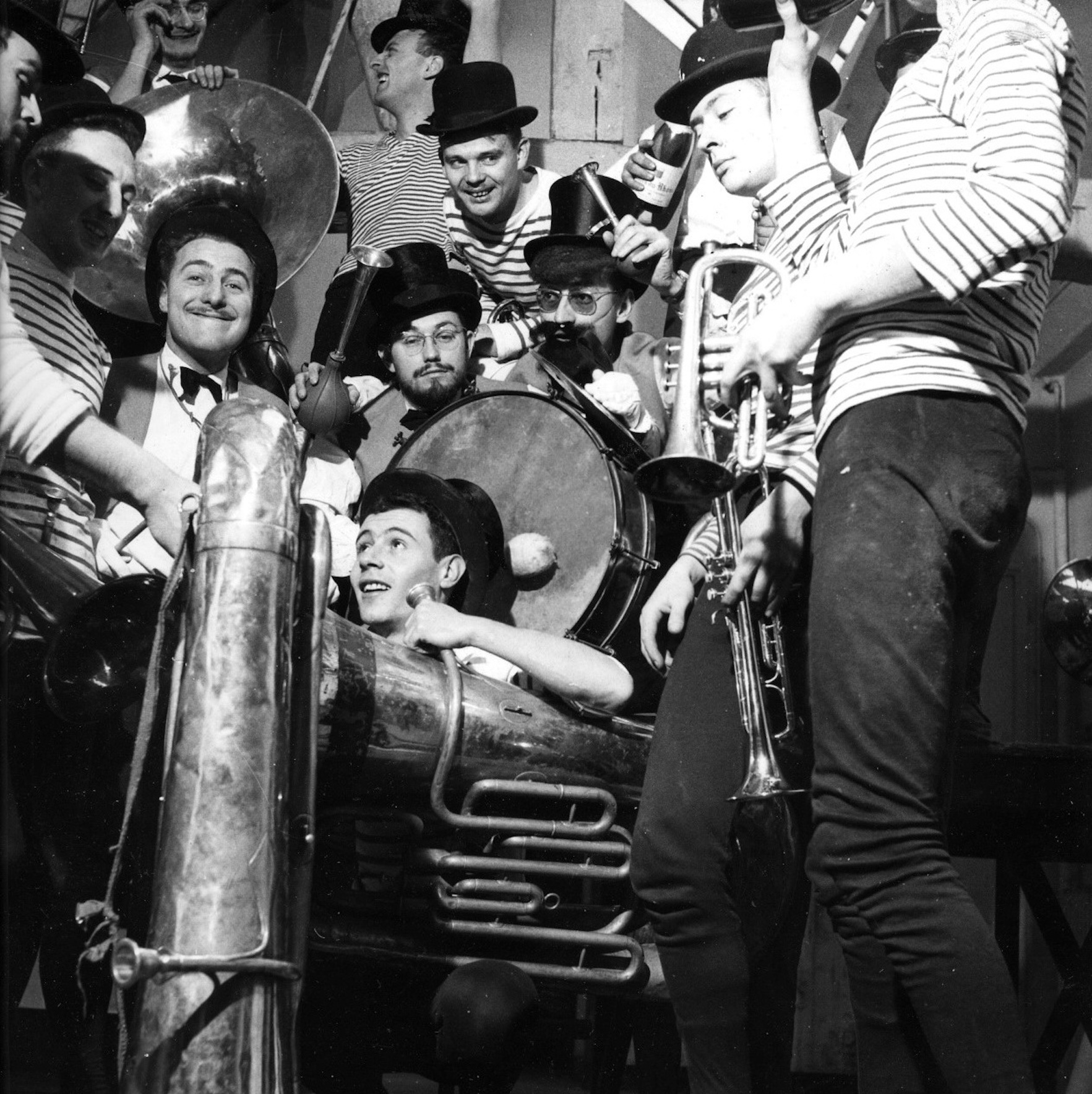
La Fanfare Léon Malaquais des Beaux-Arts en 1957.

Les chansons et la musique ont toujours fait partie de la vie des ateliers d'enseignement de l'École des Beaux-Arts de Paris. Que ce soit durant les charrettes ou pour animer les pinces-fesses, diners d'atelier, diplômes, galas et autres bals étudiants.
Cependant, avant la Seconde Guerre mondiale, ces événements étaient le plus souvent accompagnés par des musiciens venus de l’extérieur, ou par des formations très occasionnelles. C’est seulement après la Libération que les jeunes élèves parodiant les fanfares officielles, se sont pris d’amour pour les cuivres. 
En 1948, dans l'atelier d’Architecture Madelain, est constituée la première fanfare des Beaux-Arts. À la fin de l'année précédente, les Madelain avaient surpris trois personnes de l'atelier d'Architecture Expert en train de s'époumoner avec un cornet à piston, un trombone et une grosse caisse. Ils voulaient donc réagir et former une fanfare avant eux. Cette fanfare de l'atelier Madelain connaitra son heure de gloire entre 1953 et la fin des années 1960. En 1957 elle prend le nom de Fanfare Octave Callot.
En 1950, arrive la fanfare de l’atelier d’Architecture Beaudouin. En 1953, à l’occasion de la sortie de son premier disque, elle prend le nom de Fanfare Léon Malaquais. Cette fanfare de l'atelier Beaudouin sera de 1950 à 1964 la référence absolue. En 1961, elle joue pendant 2 mois à l’Olympia dans le spectacle Jour de Fête de Jacques Tati,. 
Suit la fanfare de l'atelier d'Architecture Leconte. En 1957 elle prend le nom de Fanfare Honoré Champion. Elle remporte l'année suivante le premier des Concours des fanfares des Beaux-Arts. 
Le succès fut donc immédiat. Indubitablement, la fanfare rehaussa le niveau des pots (apéritifs traditionnels organisés tous les vendredis soir dans les ateliers) de l'École des Beaux-Arts de Paris. Très vite les choses s’accélérèrent, et en quelques années, la Fanfare des Beaux-Arts acquit la renommée qu’on lui connaît aujourd’hui,.

### L'affirmation d'une tradition
Au cours des années 1950, on dénombre une fanfare dans quasiment chaque atelier d'architecture de l'École des Beaux-Arts. En 1958, on en trouve une chez les Arretche, Arsène-Henry, Beaudouin, Camelot, Chevalier, Dengler, Faugeron, Lagneau, Leconte, Lemaresquier, Madelain, Vivien et Zavaroni.
La réputation des fanfares des Beaux-Arts dépasse très vite les limites du Quartier Latin. En plus de l'animation des événements festifs qui rythment la vie de l'École ou de l'atelier, les contrats d'engagement à l'extérieur se multiplient. Ces fanfares animent tous les endroits à la mode et font danser petits et grands dans toutes les soirées parisiennes et mondaines, les bistrots, les salons et autres ambassades.
Rapidement, les fanfares fleurissent à leur tour dans les écoles régionales d'architecture : Clermont-Ferrand, Grenoble, Lille, Marseille, Montpellier, Nantes, Rennes, Strasbourg, Toulouse, etc. 
À tel point que dès 1958, à l'occasion du centenaire du Rougevin, la Grande Masse des Beaux-Arts décide de créer un concours pour les départager. Ce premier Concours des fanfares des Beaux-Arts est remporté par les Honoré Champion. Ce concours, toujours organisé par la Grande Masse, a perduré et se déroule en général tous les 4 ans.
Dans les années 1960, les maisons de disques (Pathé-Marconi, Véga, Vogue, Barclay...) se ruent sur ce succès et enregistrent à tout va ces fanfares des Beaux-Arts sur 33t, 45t et 78t. 
Bientôt d'autres écoles d'Art leur emboîtent le pas : les Arts Déco, l'École Spéciale, les Arts et Métiers. Suivront les fanfares des écoles de médecine, dites fanfares de carabins, puis d'ingénieurs, dites fanfares de pistons.

## Les fanfares des Beaux-Arts aujourd'hui

### Architectes et Beaux-Arts

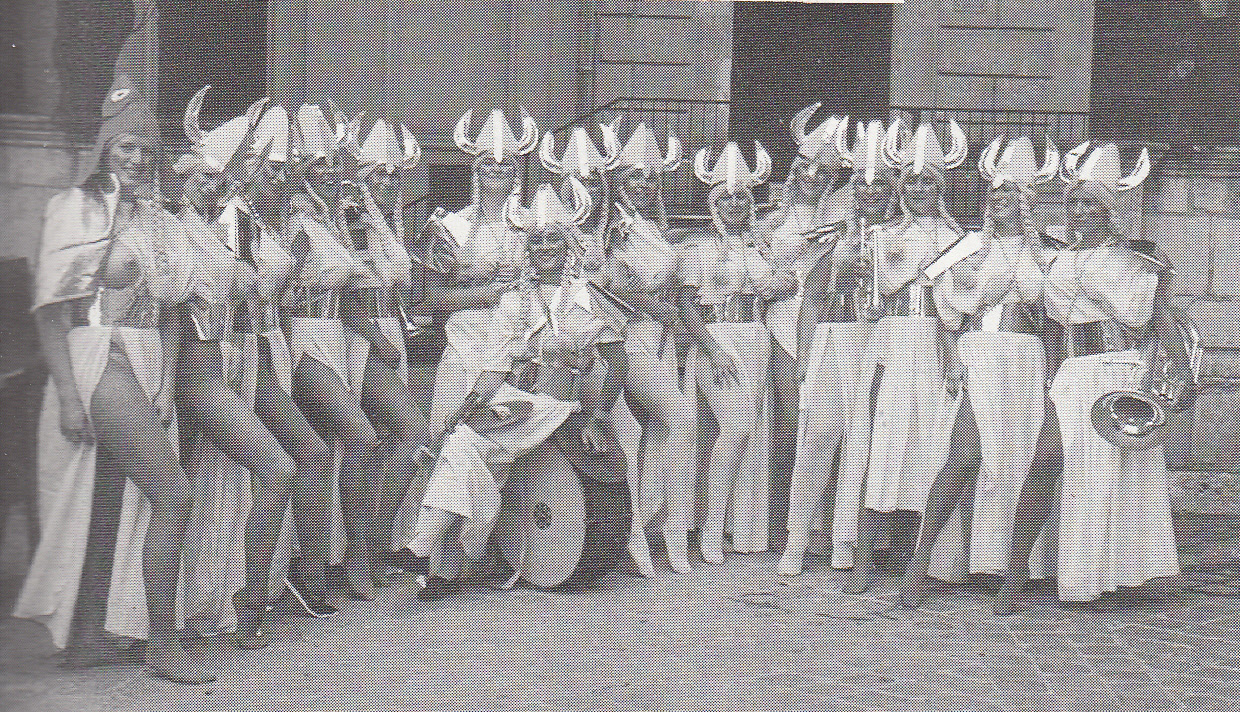
La fanfare Hortense des Bôzarts en 1989.

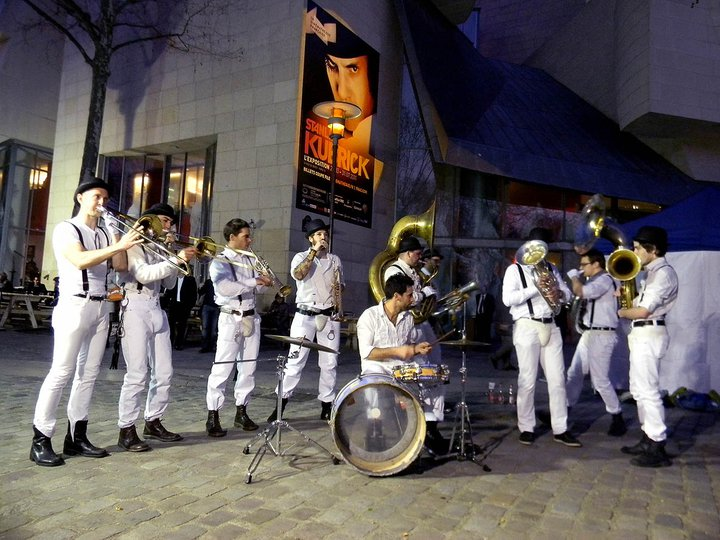
La fanfare Gut Ma Frit des Beaux-Art.

Les fanfares des Beaux-Arts sont une des composantes de la vie étudiante de l'École des Beaux-Arts ayant survécu aux réformes qui ont suivi mai 68. 

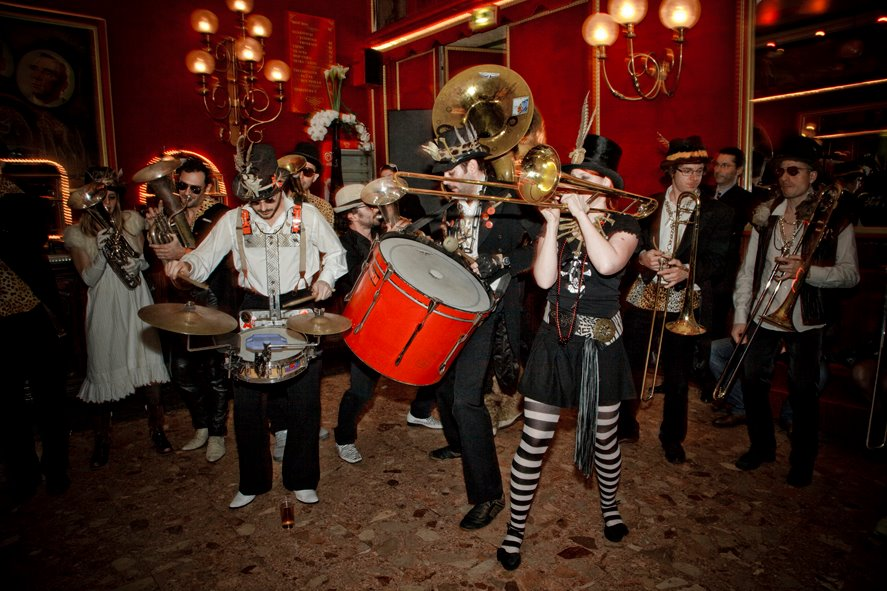
La fanfare Talku Hot Débôzarts en 2012.

Le décret du 6 décembre 1968 sépare l'enseignement de l'architecture de l'École Nationale Supérieure des Beaux-Arts (E.N.S.B.A), et procède à son éclatement en une multitude d'Unités Pédagogiques d'Architecture (U.P.A.). En 1986 elles prennent le nom d'École d'Architecture. Puis en 2005 celui d' École Nationale Supérieure d'Architecture] (E.N.S.A.).
Les élèves architectes emportent alors avec eux cette tradition qu'ils ont initiée, et conservent son appellation Beaux-Arts d'origine. Les élèves, et leurs fanfares, suivent leurs ateliers d'enseignement de l'architecture qui déménagent dans de nouveaux bâtiments ou sur de nouveaux territoires (Charenton, Nanterre, Versailles...). Malgré cet éparpillement, les fanfares constituent, aujourd'hui encore, un lien très solide entre les anciennes et les nouvelles générations d'élèves.

### Néo fanfares
À l'origine de ce que l'on nomme maintenant les "néo fanfares", devenues une part incontournable du patrimoine musical français, les fanfares des Beaux-Arts se sont largement renouvelées et développées à partir des années 80. Le répertoire s’est diversifié avec le temps et les tendances, tournant à l'heure actuelle autour de reprises de morceaux festifs accommodés à des sauces diverses (funky, rock, électronique, pop, disco…). 
Les fanfares des Beaux-Arts tirent aujourd'hui leurs lettres de noblesse de leur personnalité et de leur énergie, mais avant tout de la qualité de leurs interprétations.
La pratique instrumentale, dont la tendance dans les années 60 était plutôt à tirer le niveau vers le bas, probablement pour garder l’esprit ludique amateur et surtout ne pas perdre la fraîcheur de la spontanéité, s’est largement inversée. Le niveau musical s’est élevé et le mélange entre débutants et musiciens confirmés a apporté aujourd'hui une richesse supplémentaire à ces formations.
La plupart des fanfares des Beaux-Arts perdurent en sortant de l'École. D'abord formée par un groupe d'amis au sein d'un même atelier ou d'une même école, il n'est pas rare d'en voir fusionner ou se reformer une fois les études terminées et l'installation dans la vie active assurée.
Aujourd'hui on dénombre une trentaine de fanfares des Beaux-Arts en activité.

## Caractéristiques
Le goût de la déformation comique et du jeu de mots se retrouve dans les noms de chaque fanfare des Beaux-Arts.

### Instruments

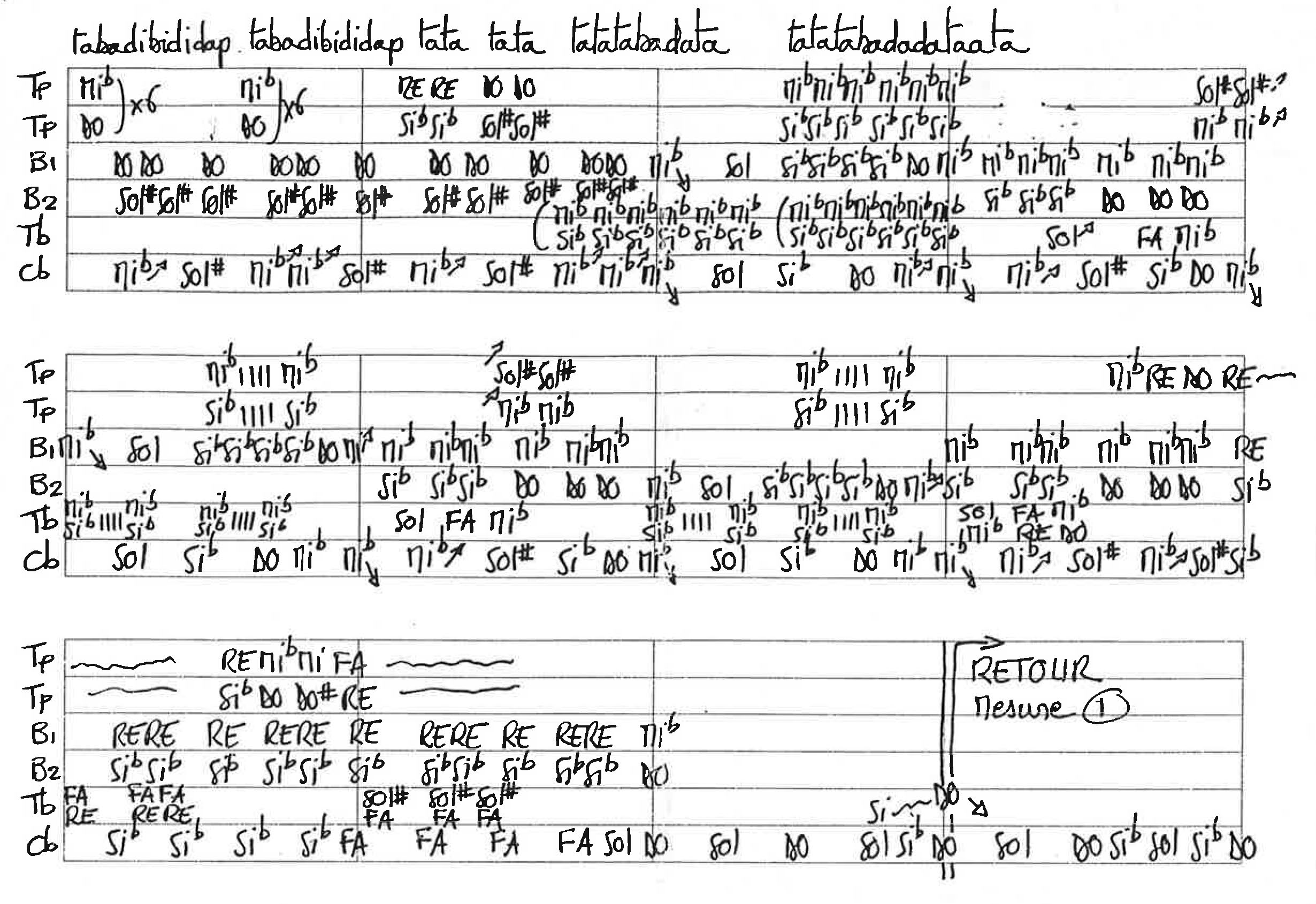
Partition traditionnelle des fanfares Bôzarts.

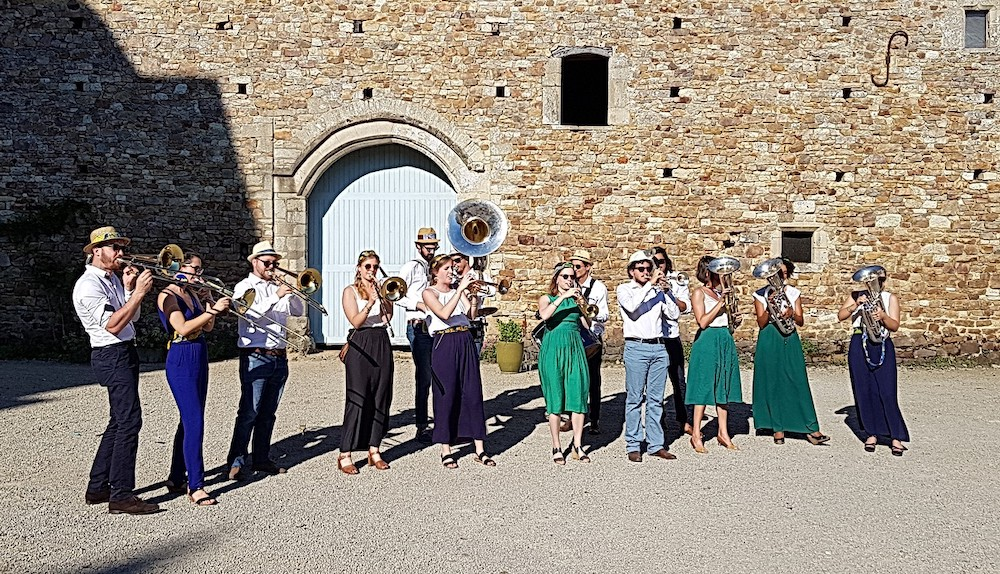
La fanfare Godfingers en 2017.

Elles sont constituées en général de cuivres accompagnés d'une grosse caisse et d'une caisse-claire. Mais on peut y trouver parfois des bois ou des cordes, même si le terme fanfare définit d'abord un ensemble de cuivres.
La plupart du temps, peu d'élèves maitrisent la théorie musicale ou l'instrument qu'ils choisissent de jouer au sein de leur formation. Dès les débuts, il a donc fallu adapter le système d'écriture des partitions. 
La partition caractéristique de la fanfare des Beaux-Arts est une partition calligraphiée sur une grille rythmique, dont chaque ligne correspond à une section d'instruments (en général : trompettes, trombones, basses et souba). Des flèches permettent d'indiquer l'octave de la note concernée. Le dessin des pistons à enfoncer ou à relâcher sur l'instrument complète le tout.

### Musique

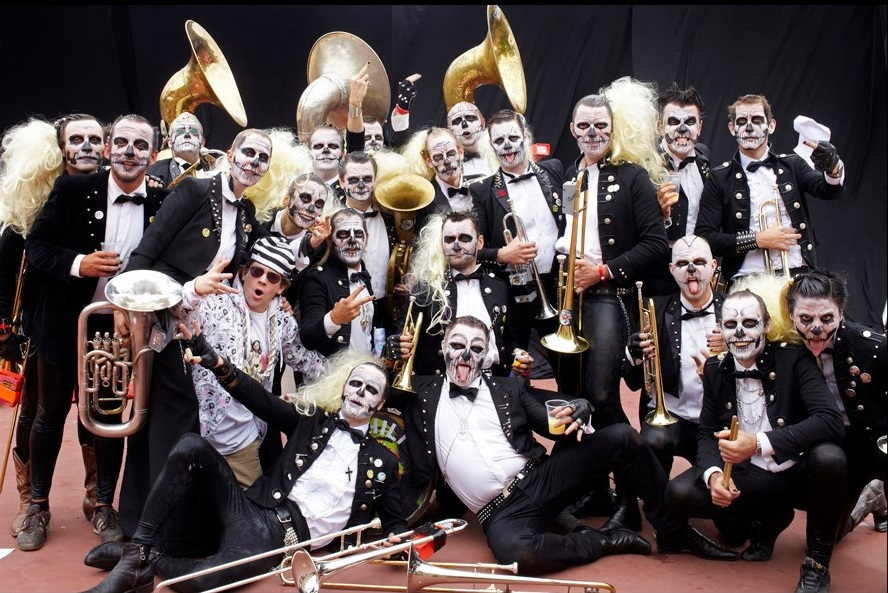
La fanfare Chili Kipu Débôzarts.

Les fanfares des Beaux-Arts interprètent exclusivement des reprises d'œuvres musicales dont l'arrangement et le choix sont laissés aux soins de chaque fanfare.
Certains des morceaux arrangés et interprétés par des fanfares fondatrices ou de référence, peuvent être repris par des fanfares plus récentes. Ces morceaux sont alors regroupés sous le terme de saucisson. Les saucissons permettent entre autres à chaque fanfare des Beaux-Arts d'avoir un tronc commun de morceaux dans leur propre répertoire. Elles peuvent ainsi fusionner pour des événements ponctuels et former un touchon. Un touchon est donc une formation composée de fanfarons issus de diverses fanfares des Beaux-Arts.

### Culture du déguisement
Le déguisement fait partie intégrante de l'esprit de ces fanfares. 
Très tôt, la déclinaison du costume de bain rayé des années 1910 coiffé d'un melon ou d'un canotier s'est imposée comme un basique des premières fanfares des Beaux-Arts. Il est aujourd'hui décliné en simple marinière, qui reste, avec le manteau de fourrure, un des essentiels du fanfariste des Beaux-Arts. 
Mais chaque fanfare aime à créer sa propre panoplie de costumes reflétant son esprit et lui permettant de se démarquer des autres, agrémentée de tout un tas d'accessoires personnalisables par chacun de ses membres. 

### Ouvrages spécifiques
- Michel Day, Charrette, Édité à compte d'auteur, Paris, 2001, 150 p.
- Avoine, Bridenne, Jy, La Fanfare (dessins d'humour), La Boutique Éditions, Paris, 2003  (ISBN 295206850X)
- René Beudin, Charrette au cul les nouvôs ! Le parler des architectes, Éditions Horay, coll. « Cabinet de curiosité », Paris, 2006, 104 p.  (ISBN 2705804382)
- Jean-Noël Bigotti, « En fanfare ! Les fanfares entre histoire et pratiques », Centre d’information et de ressources pour les musiques actuelles (IRMA), www.irma.asso.fr, article mis en ligne le 3 janvier 2008.
- Adrien Lharidelle, Histoire édifiante et véridique de la grande Fanfare Malaquais, lulu.com éditeur, 2009, 364 p.
- Aude Picault (scénario, dessin), Fanfares, Éditions Delcourt, Paris, 2011, 90 p.  (ISBN 2756024279)
- Guy Fichez, Le cru des Beaux-Arts, récoltes 1964 et suivantes, Edilivre, 2013, 414 p.  (ISBN 9782332561671)
- François Didierjean, Mémoire de trombone, récits de fanfares, Édité à compte d'auteur, 2014, 216 p.
- Véronique Flanet, La belle histoire des fanfares des Beaux-Arts, L'Harmattan, 2015, 250 p.  (ISBN 978-2-343-06353-9)
- Louis-René Blaire, Souvenirs Cuivrés, 2016, 270p, lulu.com éditeur  (ISBN 9781446787311)

### Ouvrages généralistes
- Philippe Gumplowicz, Les travaux d'Orphée, Deux siècles de pratique musicale en France (1820-2000) : Harmonies, chorales, fanfares, Aubier, Paris, 2001, 339 p.  (ISBN 2700723309)
- Annie Jacques (éditeur scientifique), Emmanuel Schwartz (collaborateur), Les Beaux-Arts, de l'académie aux Quat'z'arts, Anthologie historique et littéraire, ENSBA, coll. « Beaux-Arts histoire », Paris, 2001, 595 p.  (ISBN 2-84056-096-8)
- Marie Pendanx, « Territoires musicaux et inspirations hispaniques : bandas du Sud-Ouest et peñas musicales du Sud-Est », dans Yves Raibaud (dir.), Comment la musique vient aux territoires ?, MSHA, coll. « Cultures, régions, mondes », 2009, pp. 167-177  (ISBN 2858923582)

### Archives
- Archives de la Grande Masse des Beaux-Arts, association loi 1901, reconnue d'utilité publique depuis 1932.

### Articles
- La Grande Masse des Beaux-Arts publie régulièrement des articles en ligne sur les fanfares des Beaux-Arts :
  - « Les Fanfares des Beaux-Arts », l'histoire des fanfares des Beaux-Arts, dans Brèves historiques, GMBA, 2014 
  - Dans la rubrique Le disque du mois, de nombreux articles sur la discographie des fanfares des Beaux-Arts, GMBA, depuis 2014 
  - « Quelques ouvrages à lire avec gourmandise », bibliographie non exhaustive sur les fanfares des Beaux-Arts, dans Actualités, GMBA, 2014